# Французький зв'язковий (коктейль)
Французький зв'язковий (англ. French Connection) — коктейль на основі коньяку та мигдалевого лікеру Амарето. Класифікується як дигестив (десертний). Належить до офіційних напоїв Міжнародної асоціації барменів, категорія «Сучасна класика» (англ. Contemporary classics).

## Спосіб приготування
Склад коктейлю «French Connection»:
- коньяк або бренді — 35 мл (3,5 cl),
- лікер Амарето — 35 мл (3,5 cl).